# Histoire du Honduras

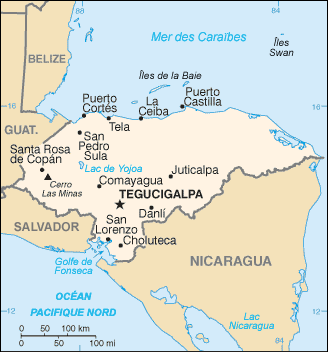
Carte simplifiée du Honduras actuel.

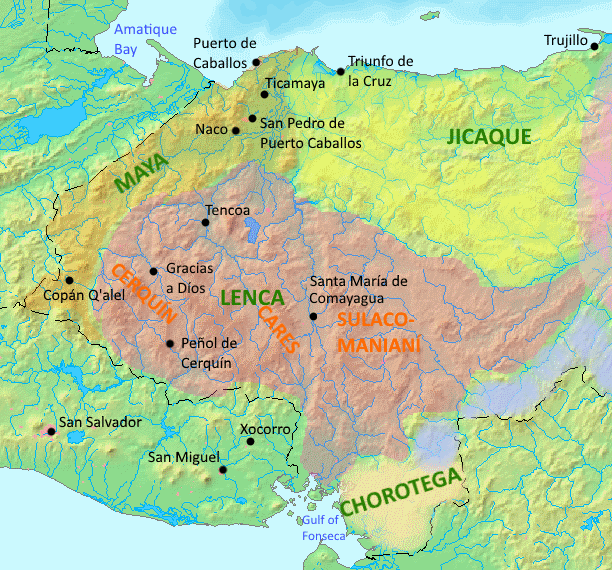
Implantations indigènes vers 1500

Amérique centrale préhispanique vers 1500.

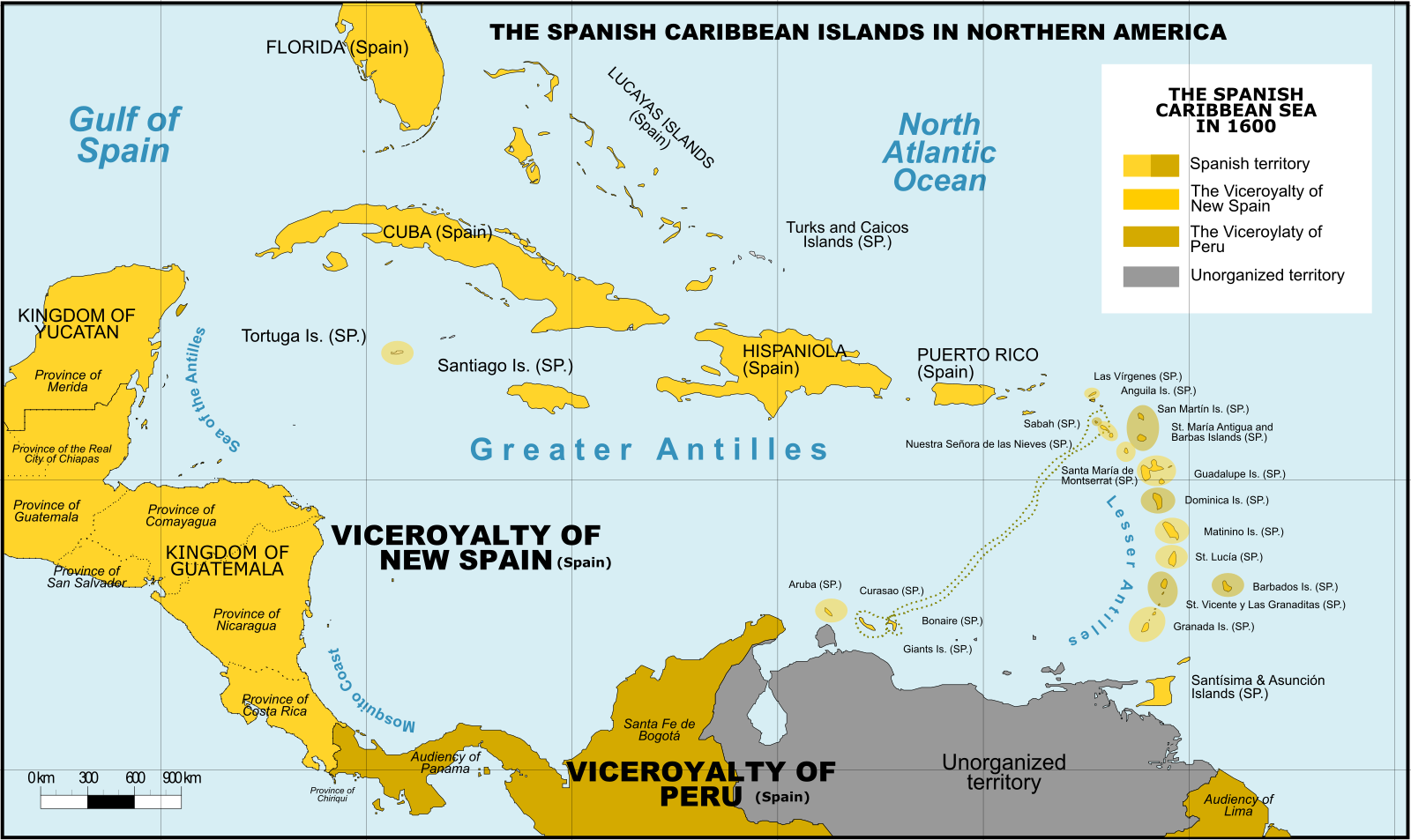
Mésoamérique et espace Caraïbe vers 1600.

Vice-royauté de Nouvelle-Espagne, 1819.

Le Honduras, en forme longue la république du Honduras (en espagnol : República de Honduras), est un pays situé en Amérique centrale, dont il occupe le deuxième rang autant par sa superficie juste après le Nicaragua que par sa population après le Guatemala. La population du pays est estimée à environ 9,5 millions de Honduriens en 2022, diaspora non comprise.

## Avant 1500c: populations autochtones

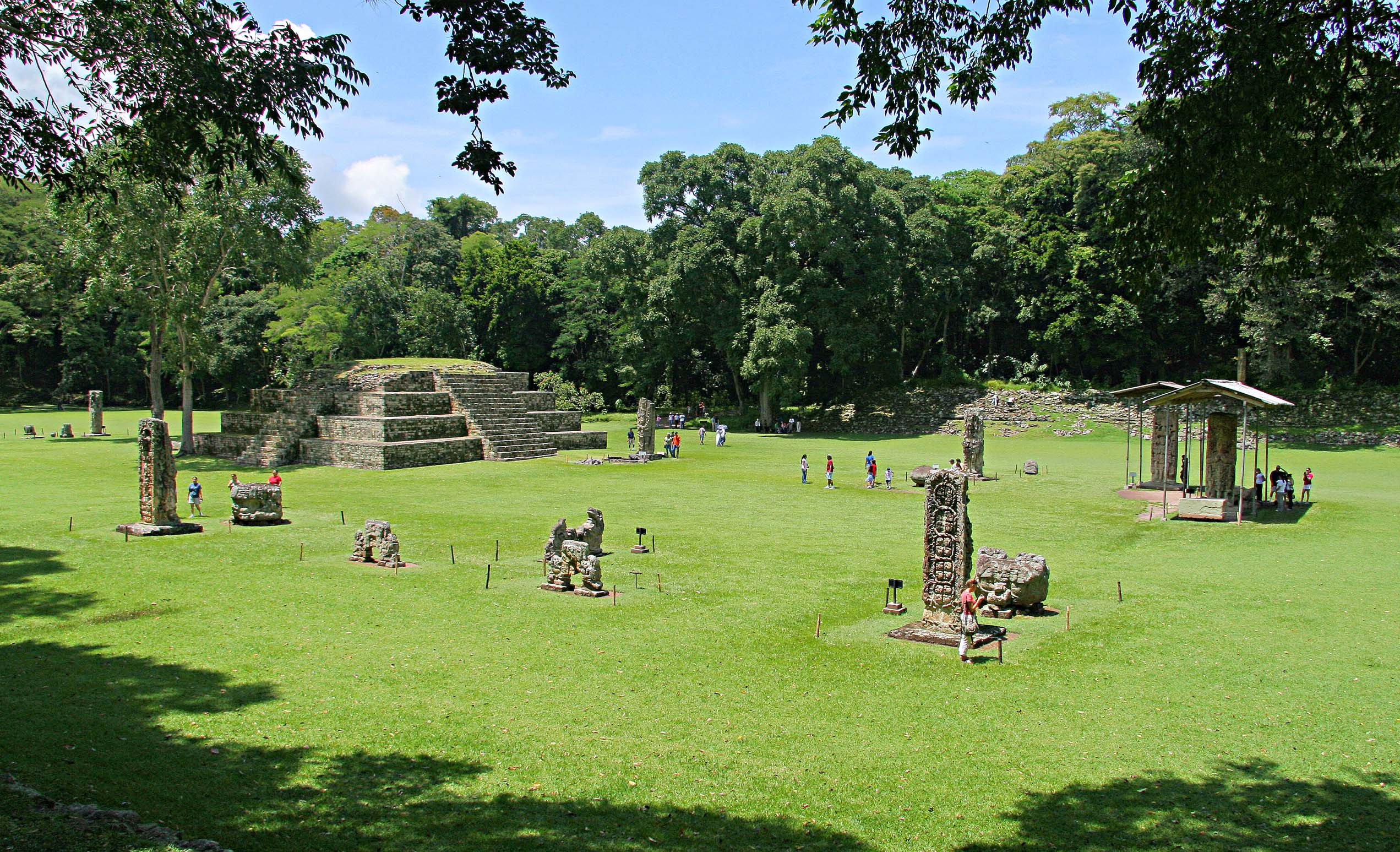
Copán
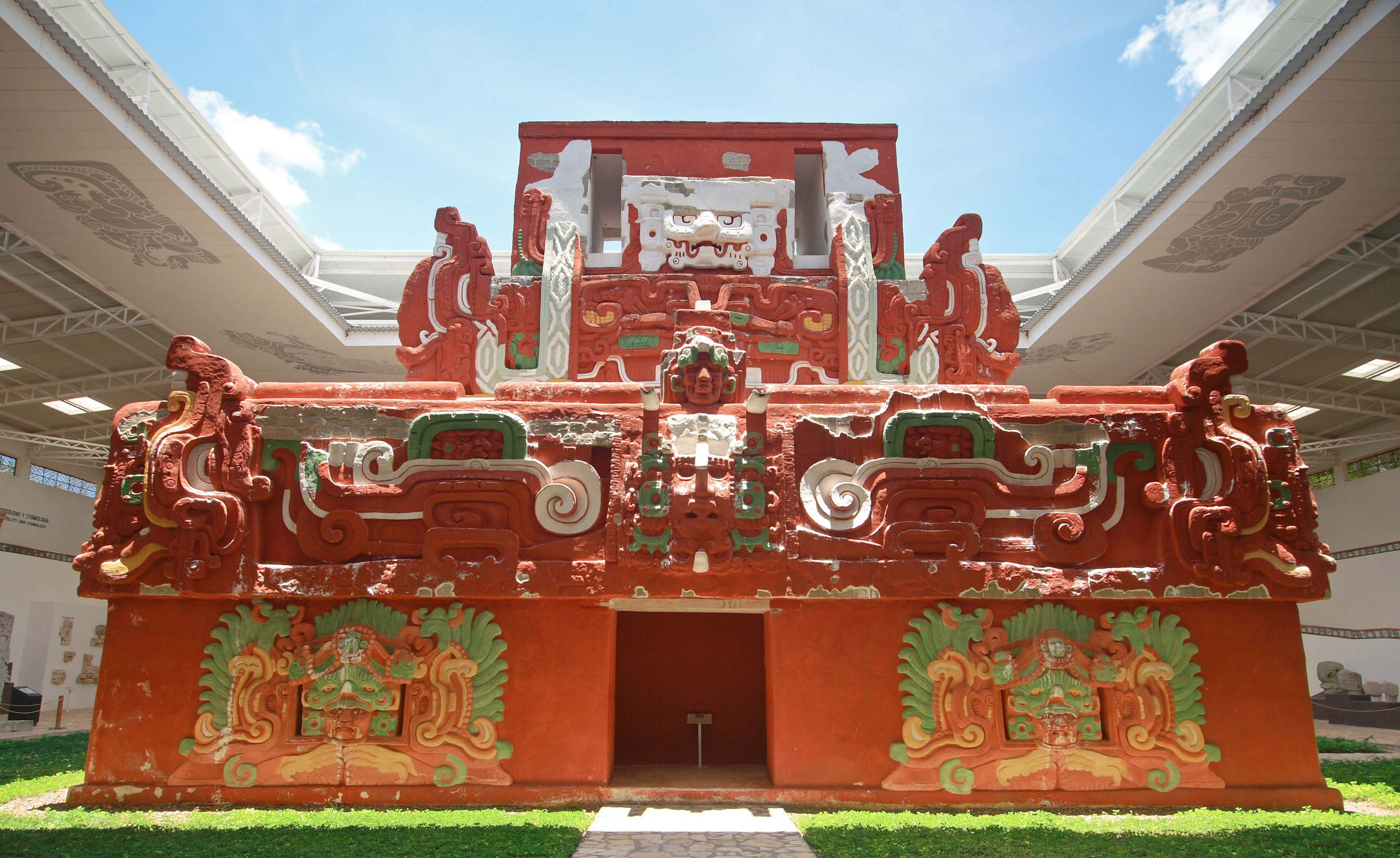
Rosalila, Copán
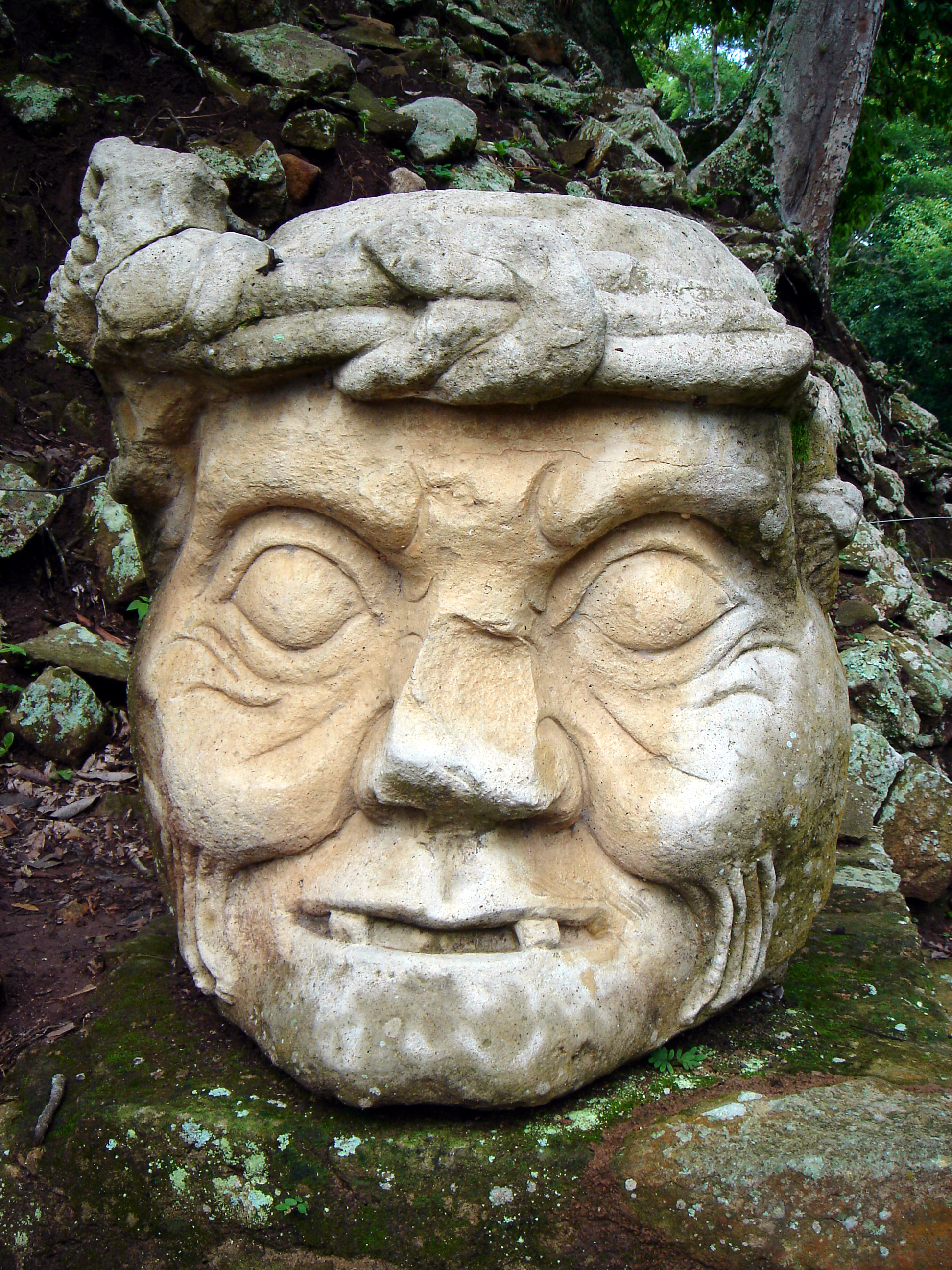
Copán, tête de Pauahtun
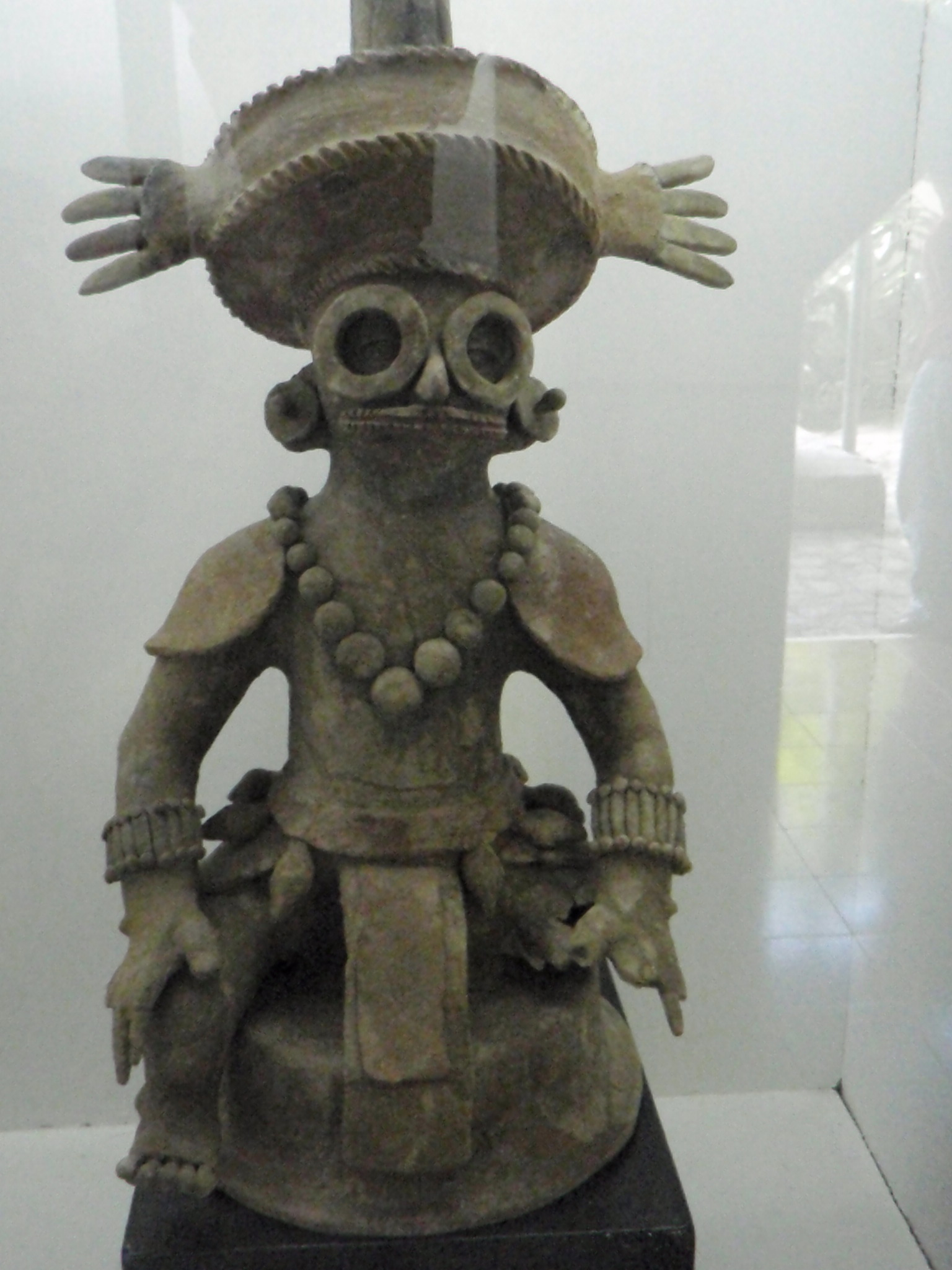
Brûleur d’encens, période maya

Avant l'arrivée de Christophe Colomb, le Honduras fait partie d'une région que les historiens appellent Mésoamérique. À l'ouest du Honduras, se trouvent les Mayas. Aujourd'hui, on trouve des ruines dans la ville-État maya de Copán, située près de la frontière guatemaltèque. La civilisation maya se développe dans une région s'étendant jusque dans le sud du Mexique, pendant plus de deux millénaires, avant de commencer à décliner au IXe siècle. 
D'autres civilisations précolombiennes, telles celles des Travecias ou de la vallée d'Ulua ont laissé des traces dans l'actuel Honduras. 
Le Musée national de Tegucigalpa, capitale du pays, possède de nombreux objets de ces anciens peuples.

## Arrivée des Espagnols, exploration, colonisation (1500c-1821)
Christophe Colomb débarque à Trujillo, en 1502 ; il baptise cette région Honduras — littéralement profondeurs en espagnol — en raison de la profondeur des eaux de cette côte.
Le conquistador espagnol, Hernán Cortés arrive en 1524. Les Espagnols essaient de réduire les Indiens en esclavage. Certaines tribus et peuples résistent aux Européens à la fin des années 1530. Parmi ces rebelles à l’invasion se trouve Lempira, chef cacique des Lencas, un peuple indigène. C’est aujourd’hui un héros national et la monnaie du pays, le lempira hondurien, porte son nom en son hommage.
L’exploitation féroce des Espagnols décime tellement les populations indiennes que les colonisateurs doivent recourir à la traite des noirs (1542) pour se procurer une main d’œuvre. Les Espagnols commencent à bâtir des colonies le long des côtes. Le Honduras est inclus dans la Capitainerie générale du Guatemalah (1542-1821). Les villes de Comayagua et Tegucigalpa se développent très tôt en raison de l'activité minière voisine.

## Émancipation, indépendance, Empire mexicain, Provinces Unies (1821-1839)
Le Honduras tout comme les autres provinces d'Amérique centrale s'émancipe de la couronne espagnole en 1821. Cette souveraineté est de courte durée, car Agustín de Iturbide, empereur du Mexique annexe la région de l'Amérique centrale le 22 janvier 1822. L'autorité mexicaine est tout aussi éphémère, car en 1823, l'Amérique centrale redevient indépendante. En fait, les pays de la région  restent associés pour former les Provinces Unies d'Amérique centrale, dont les pays membres sont : le Guatemala, le Salvador, le Honduras, le Nicaragua et le Costa Rica. Toutefois, les grandes différences sociales et économiques entre le Honduras et les pays voisins attisent les tensions entre les différents pays. Les divergences sont telles qu'elles entraînent l'éclatement de la fédération en 1838-1839. Le général Francisco Morazán, considéré comme un héros par les Honduriens, tente en vain de maintenir la fédération. D'ailleurs, les gouvernements successifs du Honduras continuent d'affirmer jusqu'à la Première Guerre mondiale qu'en matière de politique étrangère, la réunification est l'objectif prioritaire de l'État.

## CourtXIXesiècle(1839-1900c)
Au XIXe siècle, le gouvernement veut construire un chemin de fer depuis la mer des Caraïbes jusqu'à la capitale, mais les ressources financières manquent lorsque les rails atteignent San Pedro Sula. Ainsi, San Pedro Sula s'industrialise considérablement et devient la seconde ville du pays en nombre d'habitants.
Depuis l'indépendance du Honduras, le pays connaît  quelque 300 rébellions — dont plus de la moitié se situent au XXe siècle —, guerres civiles et changements brusques de gouvernement.
Le libéral Miguel Rafael Dávila (1907-1911), proche allié de José Santos Zelaya, le président du Nicaragua, proclame avec celui-ci la Grande république d'Amérique centrale (1896-1898), censée aboutir à une union des États de la région et repousser les projets expansionnistes des États-Unis. 
Ces derniers réagissent en soutenant financièrement les conservateurs de Manuel Bonilla. 
Dans un contexte de détérioration des relations commerciales, des mercenaires américains organisent un raid contre le port d'Acajutla ; Davila les repousse et traite les prisonniers en « flibustiers ». 
Les États-Unis suscitent alors de nouveau Manuel Bonilla contre lui. Le vaisseau de guerre USS Tacoma, dans les eaux du Honduras, prête un appui opportun à Bonilla pour renverser le gouvernement. Le président qui émerge après cette crise, Francisco Bertrand Barahona, constitue un gouvernement très favorable aux intérêts des États-Unis. 
Les importations en provenance des États-Unis peuvent ainsi doubler entre 1910 et 1913.
Des entreprises américaines installent de grandes plantations de bananes le long de la côte. 
La compagnie United Fruit Company exporte sa première cargaison de bananes en 1899 depuis le port de La Ceiba sur la côte caraïbe. C'est à partir de ce moment que le pays gagne sa triste réputation de « république bananière ». 
Durant un demi-siècle, la United Fruit règne en maître sur le petit État et fabrique l'histoire du pays en organisant, en sous-main, des coups d'État qui toujours servent ses intérêts en laissant les salaires à des niveaux de misère, et en supprimant toute taxe à l'exportation.
Le général Tiburcio Carías Andino (1876-1969) reste au pouvoir jusqu'en 1948.

### Galerie présidentielle partielle

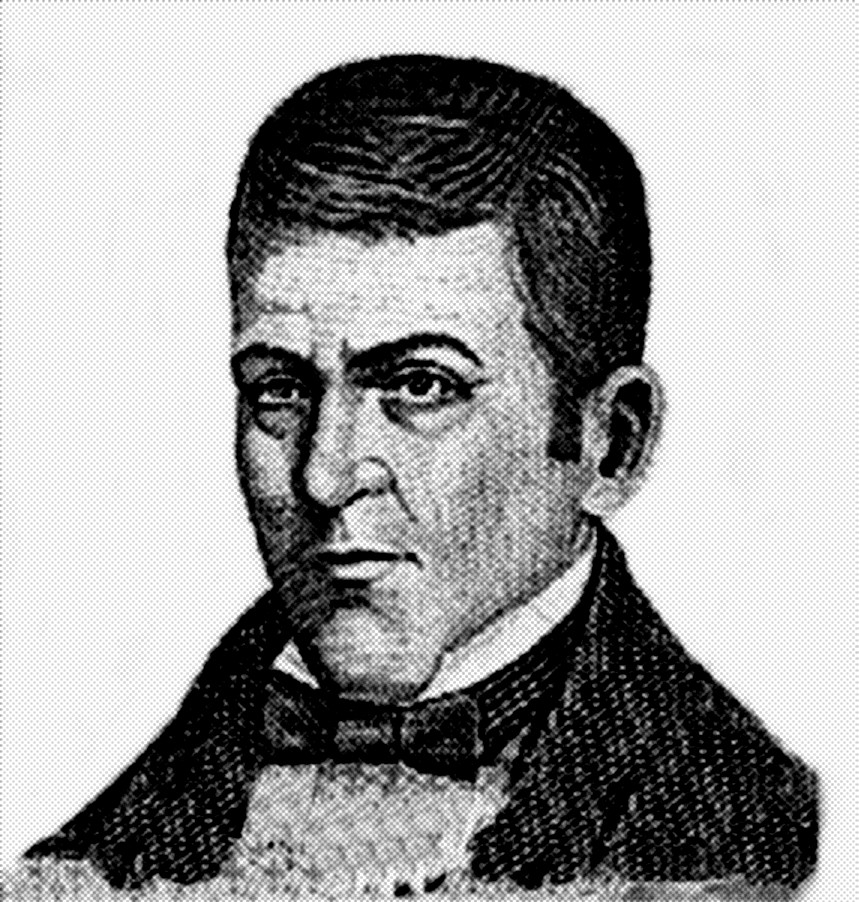
Dionisio Herrera 1824-1827
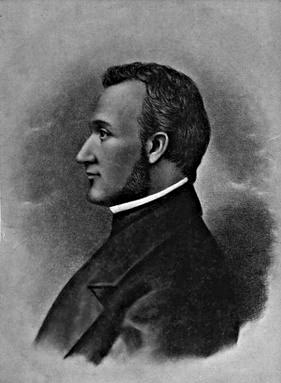
Francisco Morazán 1830-1839
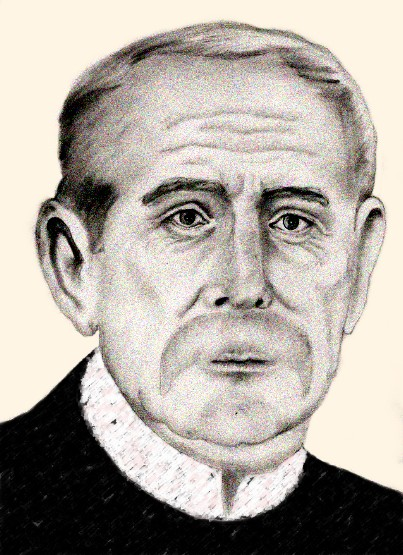
José Francisco Zelaya y Ayes 1839-1840
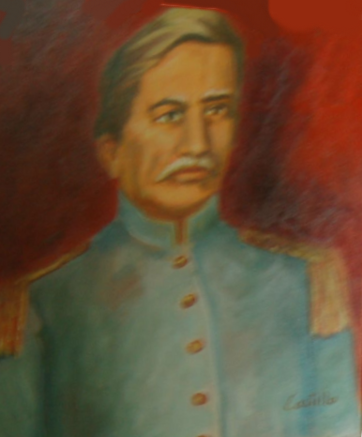
Francisco-Ferrera.png 1833-1847
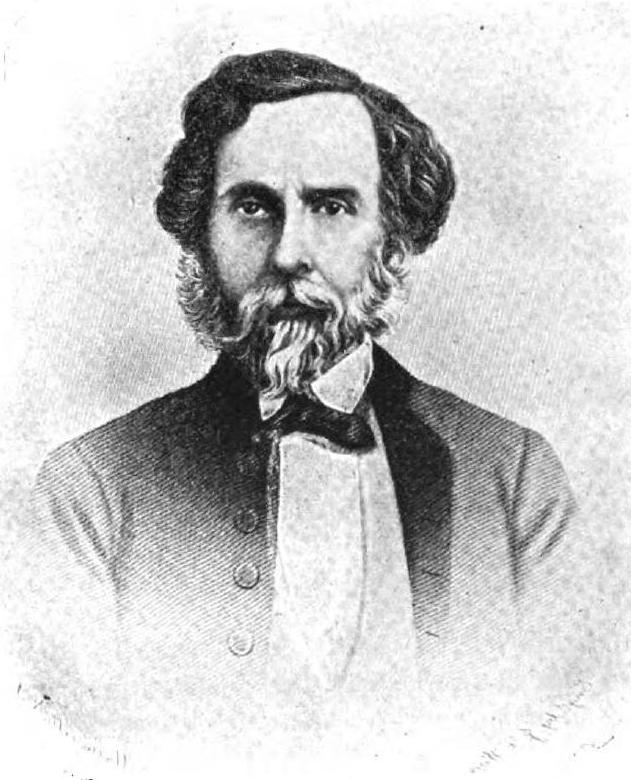
José Trinidad Cabañas 1852-1855
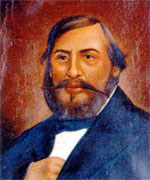
José Santos Guardiola 1856-1862
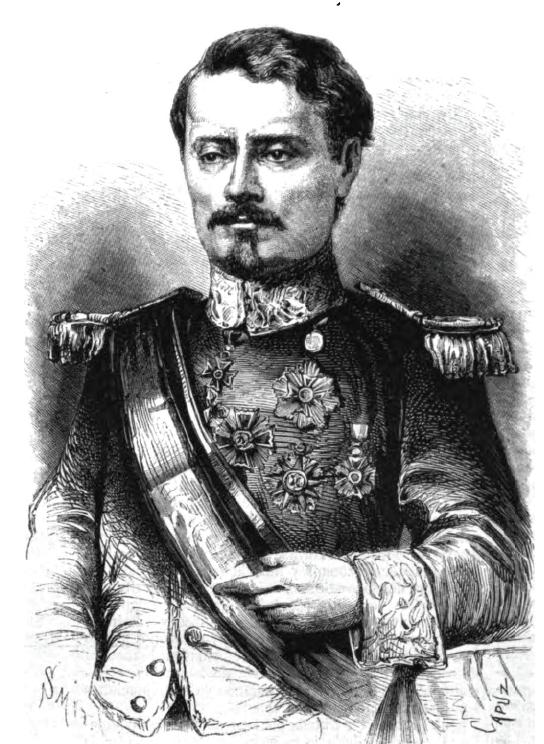
José María Medina 1862-1876
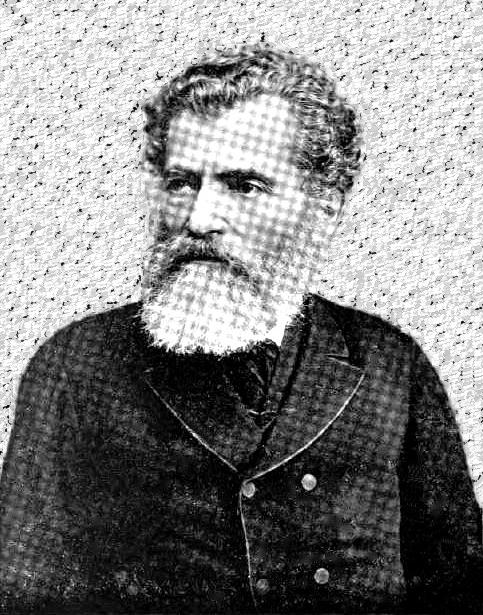
Ponciano Leiva Madrid 1874-1876, 1885, 1891-1893
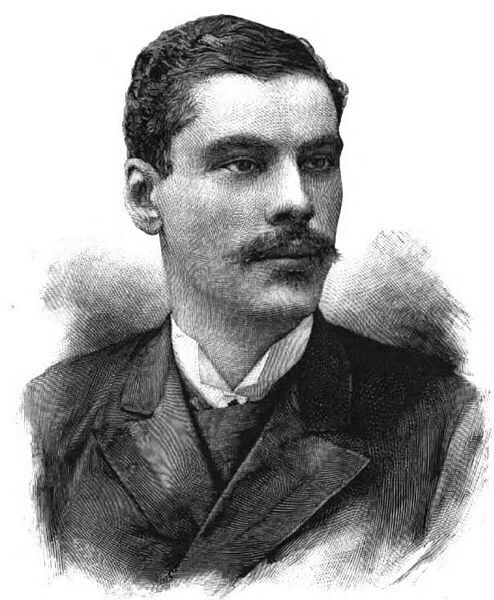
Policarpo Bonilla 1894-1899
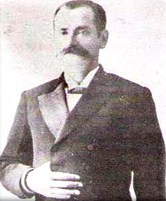
Terencio Sierra 1899-1903

## XXesiècle
En 1954, de grandes grèves sont à l'origine de plusieurs réformes agraires. L'ampleur du mouvement aboutit à la légalisation des syndicats et à la création d'une législation sur le travail en 1957.
En 1963, le président libéral Ramón Villeda Morales est renversé par l’armée au nom de la lutte contre le communisme. Il s'était trouvé engagé dans un conflit avec une partie de l'oligarchie hondurienne après l'application d'une première ébauche de réforme agraire. Le 3 octobre 1963, deux escadrons d'avions de chasse survolent le palais présidentiel tandis qu'un message lui parvient, exigeant sa démission. La Garde civile est neutralisée au prix de plusieurs dizaines de morts. À la radio, le commandant en chef des forces armées Oswaldo Lopez Arellano annonce : « En réponse à la croissante clameur et à l'inquiétude du peuple, les forces armées patriotiques sont intervenues pour en terminer avec les viols flagrants de la Constitution, l'anarchie, et pour empêcher la fraude qui se prépare pour l'élection présidentielle ». Ramón Villeda Morales quitte aussitôt le pays pour les États-Unis.
Un bref conflit éclate entre le Salvador et le Honduras en juillet 1969 après que des rencontres de football ont exacerbé les tensions entre ces deux pays (voir guerre de Cent Heures).

### Dictature (1972-1983)
Le mécontentement des citoyens favorise le renversement du président Ramón Ernesto Cruz Uclés par le général Oswaldo López Arellano. Le Honduras sert alors aux États-Unis pour déstabiliser le Salvador et le Nicaragua. En 1975, Oswaldo López Arellano est destitué pour avoir reçu 1 250 000 dollars de la multinationale United Brands pour réduire les impôts sur l’exportation des bananes.
Éclaboussé par des scandales, le général Lopez sera à son tour contraint de se retirer. Le général Melgar Castro (1975-1978) et le général Paz Garcia (1978-1983) lui succédèrent. Ces deux officiers améliorèrent les routes et construisirent un réseau de télécommunications. Grâce aux exportations et à des emprunts, le pays bénéficia d'une rapide croissance économique.
De 1972 à 1983, le Honduras est gouverné par des militaires. L'influence des États-Unis est si forte que l'expression « proconsul » est utilisée pour désigner leur ambassadeur. Dans les années 1980, l’administration Reagan utilise le pays comme plate-forme dans sa guerre contre le gouvernement sandiniste du Nicaragua et les guérillas de gauche du Salvador et du Guatemala. L’aide militaire des États-Unis au Honduras est portée de 4 millions de dollars en 1981 à 77,4 millions en 1984. Tout en soulignant en interne que les forces gouvernementales honduriennes commettent des « centaines de violations des droits humains (…), dont la plupart pour des motifs politiques », la CIA donne son appui aux escadrons de la mort qui, en particulier le Bataillon 3-16, torturent, assassinent, ou font disparaître par dizaines des syndicalistes, des universitaires, des paysans et des étudiants. Des documents déclassifiés ultérieurement indiquent que l’ambassadeur John Negroponte intervient personnellement pour faire obstacle à d'éventuelles divulgations de ces crimes d’État, afin d’éviter de « créer des problèmes de droits humains au Honduras ».
Dans les années 1970, le pays est l'un des plus pauvres et inégalitaires du continent. Le revenu moyen d’un Hondurien dépasse à peine 250 dollars par an, Alors que la moitié de la population doit se contenter de 13 % du revenu national, 5 % de privilégiés en perçoivent le tiers. Le nombre d’analphabètes s’élève à plus de 50 %

### Présidence Suazo (1982-1986)
Après l'accession au pouvoir de Daniel Ortega en 1979 au Nicaragua, le Honduras devient le principal allié des États-Unis dans leur lutte contre l'influence de l'URSS et de Cuba en Amérique Centrale. Conformément à l'évolution de la doctrine américaine que synthétise la publication du manuel « Low Intensity Conflit » en 1981, Washington pousse à la mise en place d'une façade démocratique.
Le 20 avril 1980, se tiennent des élections désignant une Assemblée constituante auxquelles ne sont  pas autorisées à participer les formations jugées « trop à gauche », ce qui inclut la modérée Démocratie chrétienne. Malgré les préférences des militaires en place en faveur du Parti National, les réformistes modérés du Parti Libéral l'emportent.
Peu après, avec l'accession en août du colonel Gustavo Alvarez Martinez à la tête des Forces de Sécurité Publique (FUSEP) et de la Police d'investigation (DNI), les États-Unis disposent d'un fidèle allié à une position clé au sein des forces militaires. Le dispositif d'influence américain fut complété l'année suivante par la nomination de John Negroponte comme ambassadeur.
Après l'adoption d'une nouvelle constitution, des élections générales débouchent le 29 novembre 1981 sur l'accession du libéral Roberto Suazo Córdova, qui dispose d'une majorité absolue au parlement, à la présidence de la république. Comme aux États-Unis, les élections ont lieu en novembre, mais les présidents entrent en fonction en janvier, d'où une présidence qui va de janvier 1982 à janvier 1986.
Élu contre les militaires sur le thème « de la révolution de l'honnêteté et du travail », Roberto Suazo fit nommer le colonel Gustavo Alvarez Martinez commandant en chef le 15 janvier 1982 avant de l'élever au grade de général trois mois plus tard au grand dam des autres officiers indignés de cette carrière éclair. Au cours de son mandat, il se montra fort complaisant face à l'interventionnisme américain et plus préoccupé de distribuer honneurs et prébendes que de mener une réelle action politique. Ceci explique sans doute l'impopularité de son gouvernement confronté à une crise économique mondiale qui toucha durement le Honduras, entrainant une baisse de 20 % du PIB par habitant entre 1980 et 1984.
Fortement anticommuniste, Roberto Suazo s'opposa aux sandinistes du Nicaragua et laissa les forces contre-révolutionnaires opérer depuis des bases arrière dans son pays. Assez logiquement au regard de ce qui précède, après la visite de Ronald Reagan en décembre 1982, les aides économiques et militaires américaines connurent une forte augmentation.
Au cours de ce même mois, le président fut directement confronté à l'action armée lorsqu'une organisation révolutionnaire enleva sa fille installée au Guatemala et ne la libéra qu'après la publication dans plusieurs journaux d'Amérique centrale d'une de ses déclarations. Déjà confronté à l'insécurité liée au développement de camps de réfugiés venant du Nicaragua et du Salvador, cet épisode explique sans doute le renforcement de sa propension à s'appuyer sur l'armée, qui malgré le retour au pouvoir civil, est de plus en plus présente dans la société.
L'assassinat et les disparitions mystérieuses furent au cours de cette période une composante de la vie politique, entrainant la rupture entre Suazo et l'Église catholique et l'accusation de la part des groupes modérés et de gauche d'appliquer une « solution Argentine ». Nombre d'observateurs eurent alors le sentiment que le pouvoir réel était détenu par le général Gustavo Alvarez, conseillé par l'ambassadeur américain John Negroponte.
Lorsque des raisons de santé forcèrent Suazo à être hospitalisé, d'abord en juin 1983 au Honduras, puis en septembre aux États-Unis, Alvarez apparut encore plus puissant. Mais les rancœurs accumulées dans l'institution militaire forcèrent un président retapé à se séparer du général. Le 18 mars 1984, Alvarez fut accusé par ses pairs d'avoir détourné 1 million de dollars destinés à l'achat d'équipements militaires. Il fut finalement mis aux arrêts le 31 mars à l'initiative du général d'aviation Walter Lopez Reyes, héros de la guerre de 1969 où il fit détruire des raffineries salvadorienne. Les militaires mirent Suazo devant le fait accompli et expulsèrent le général et ses principaux alliés aux États-Unis.
Même si les chefs militaires du Honduras ne remettent en rien en question l'alliance avec Washington, la passivité américaine face à l'éviction d'un allié fidèle s'explique par des raisons de politique intérieure américaine. Dominé par les démocrate, le Congrès américain a adopté en juillet 1983 le Carribbean Basin Initiative qui refond la politique de son pays en Amérique centrale en la fondant sur un accès privilégié au marché américain. En réponse, le même mois, Ronald Regan a constitué une commission bipartite présidée par Henry Kissinger qui rend son rapport en janvier 1984. On y trouve des déclarations telles que « les États-Unis ne peuvent évidemment pas accepter  […] les méthodes brutales employées par certaines forces réactionnaires en Amérique centrale ». Finalement, l'expulsion de Alvarez du point du vue américain apparaît comme l'éviction d'un allié devenu infréquentable.
Ne pouvant se représenter aux élections, Suazo ne parvint pas dans son propre parti à imposer son candidat, Carlos Flores Facussé, et ce fut le dissident José Azcona del Hoyo qui fut élu aux élections du 24 novembre 1985.

### Présidence Reina (1994-1998)
Carlos Roberto Reina gagna les élections avec 56 % des voix autour d'une plateforme appelant à la "Révolution morale". Il renforça le contrôle du pouvoir civil sur l'armée en retirant à cette dernière le contrôle de la Police et en nommant, en 1996, son propre ministre de la défense, rompant ainsi avec la pratique de nommer comme ministre la personne recommandée par les chefs des forces armées.

### Présidence Flores (1998-2002)
Carlos Roberto Flores Facussé devint président le 27 janvier 1998. Il s'agit du 5e président élu démocratiquement depuis 1981, date à laquelle les militaires abandonnèrent le pouvoir. Flores, tout comme son prédécesseur et deux autres présidents, appartient au parti libéral. Lors des élections organisées le 30 novembre 1997, il gagna avec dix points de plus que son rival Nora de Melgar, du parti national.
L'ouragan Mitch dévaste le pays en octobre 1998. Plus de cinq mille personnes perdent la vie et un million et demi de personnes sont contraintes de se déplacer. Les dégâts sont estimés à 3 milliards de dollars (1998). Les pays occidentaux envoient de l'aide au Honduras.

#### Galerie présidentielle partielle

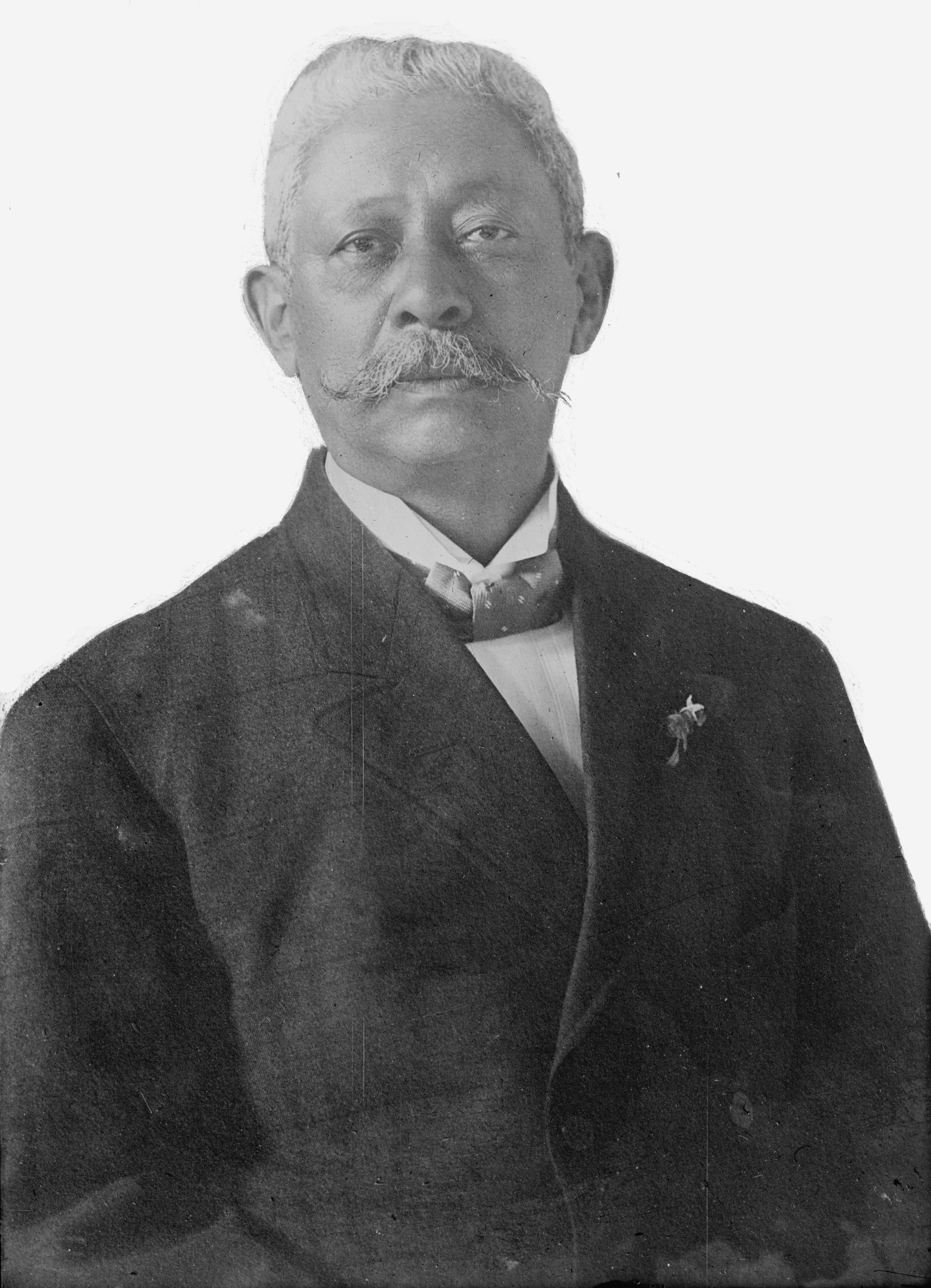
Manuel Bonilla 1903-1907 et 1912-1913
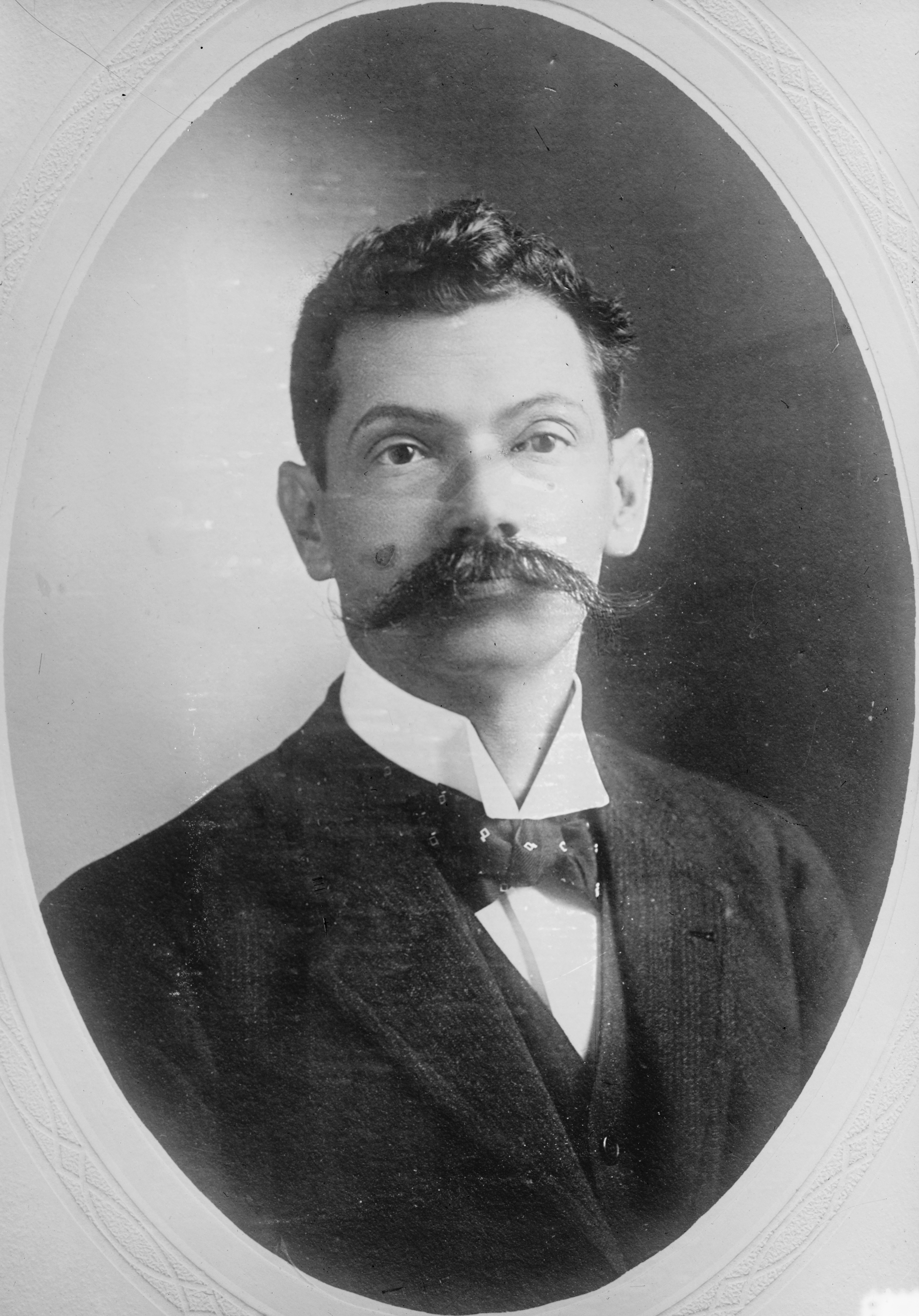
Francisco Bertrand Barahona 1911-1912, 1913-1915, 1916-1919
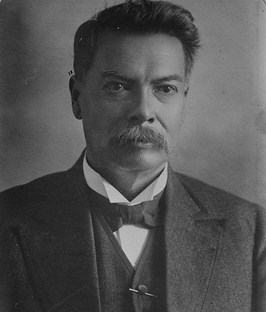
Alberto de Jesús Membreño 1915-1916
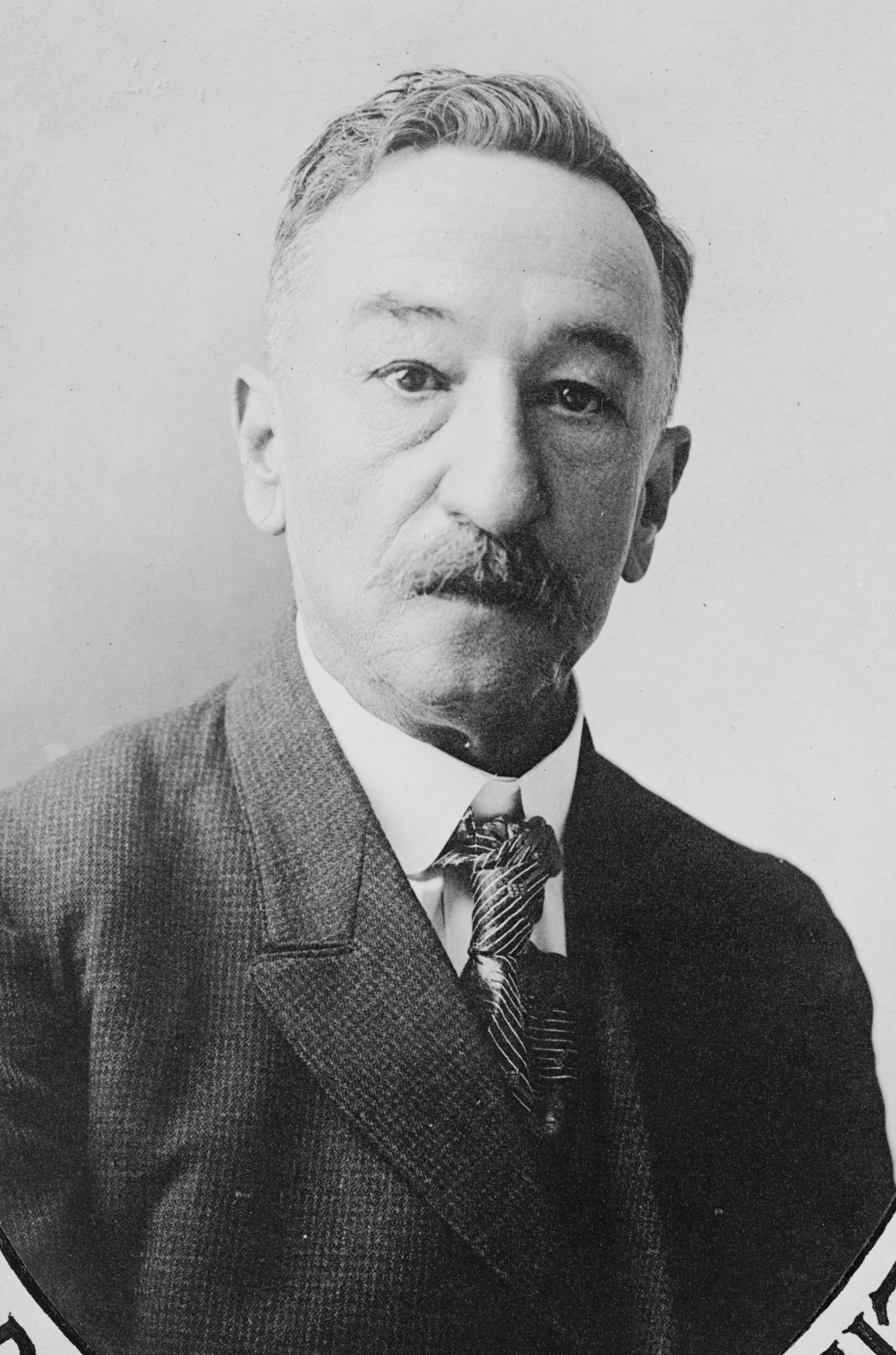
Rafael López Gutiérrez 1920-1924
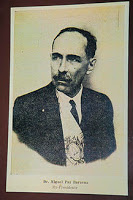
Miguel Paz Barahona 1925-1929
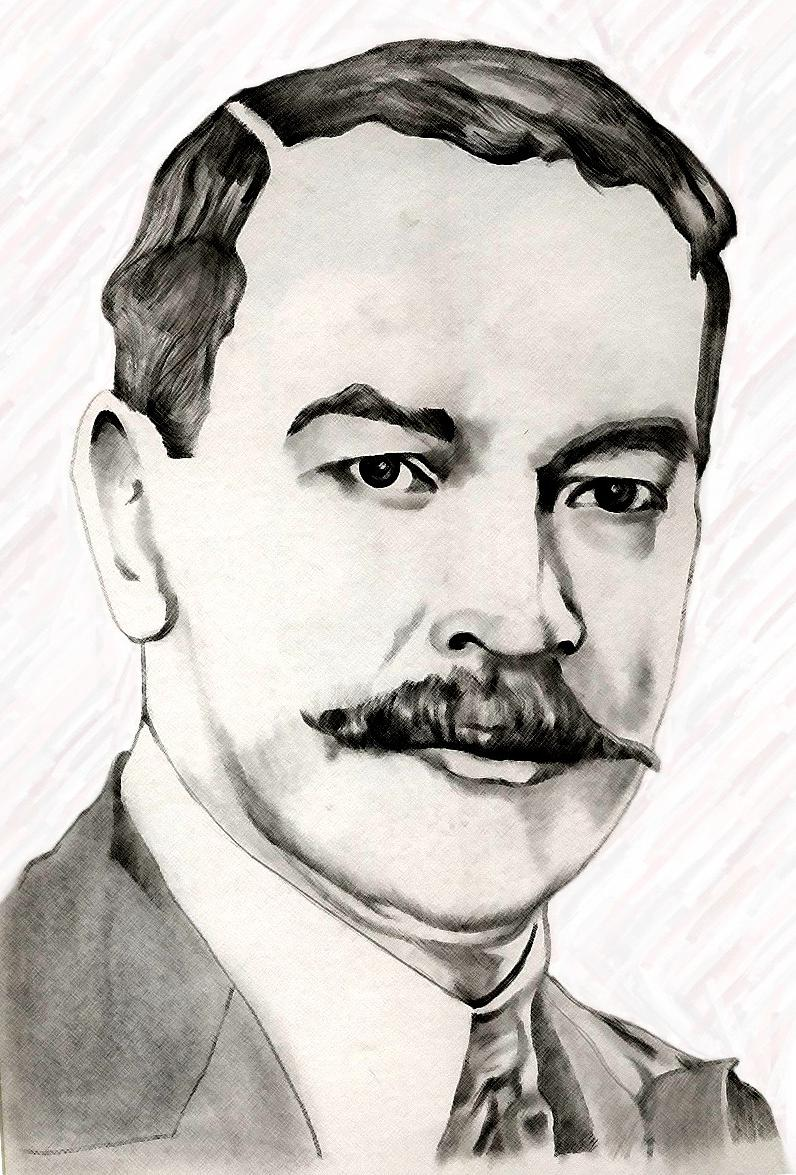
Vicente Mejía Colindres 1929-1933
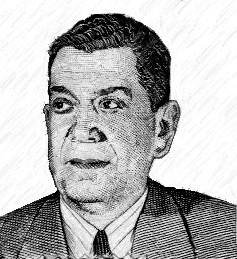
Juan Manuel Gálvez 1949-1954
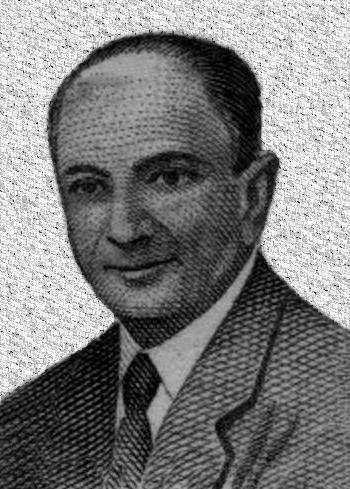
Julio Lozano Díaz 1954-1956
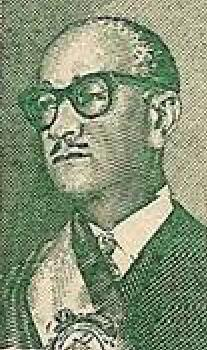
Ramón Villeda Morales 1957-1963
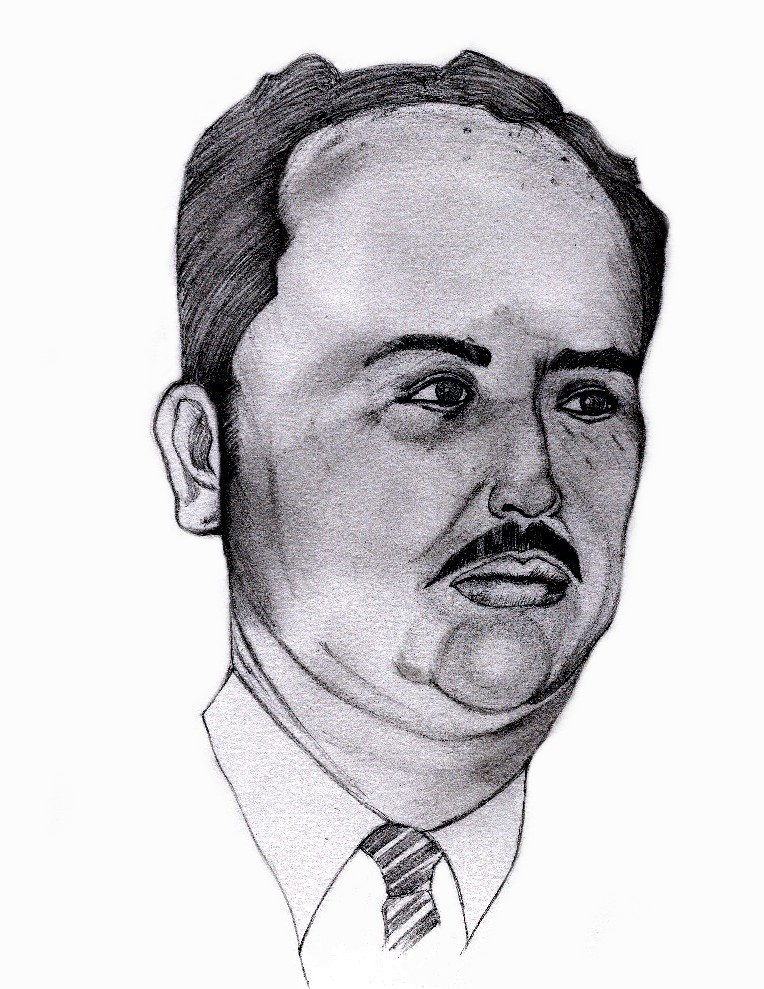
Oswaldo López Arellano 1963-1971 et 1972-1975
Ramón Ernesto Cruz Uclés 1971-1972
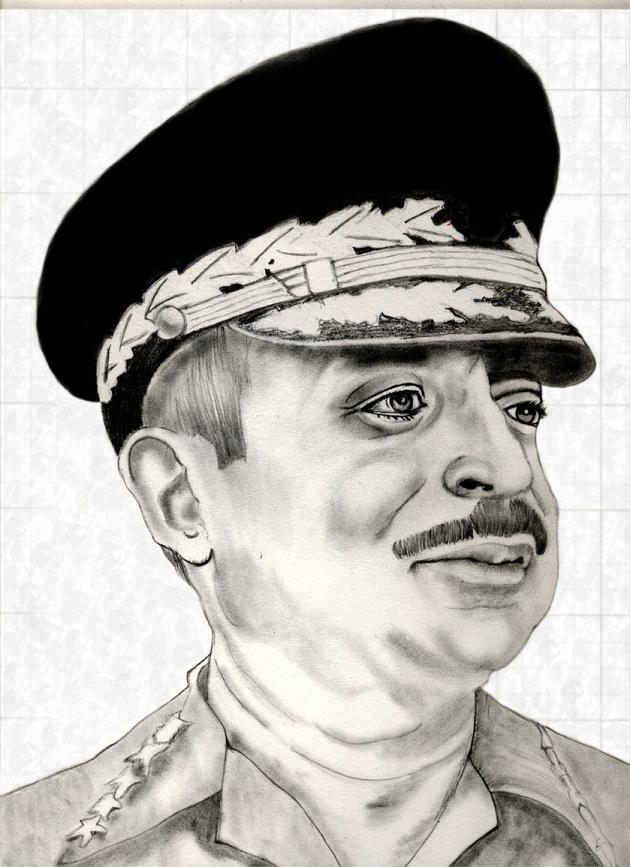
Policarpo Paz García 1978-1982
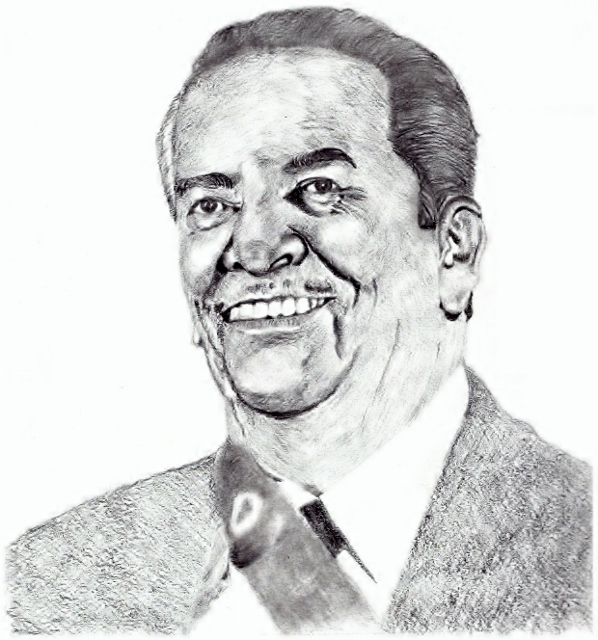
Roberto Suazo Córdova 1982-1986
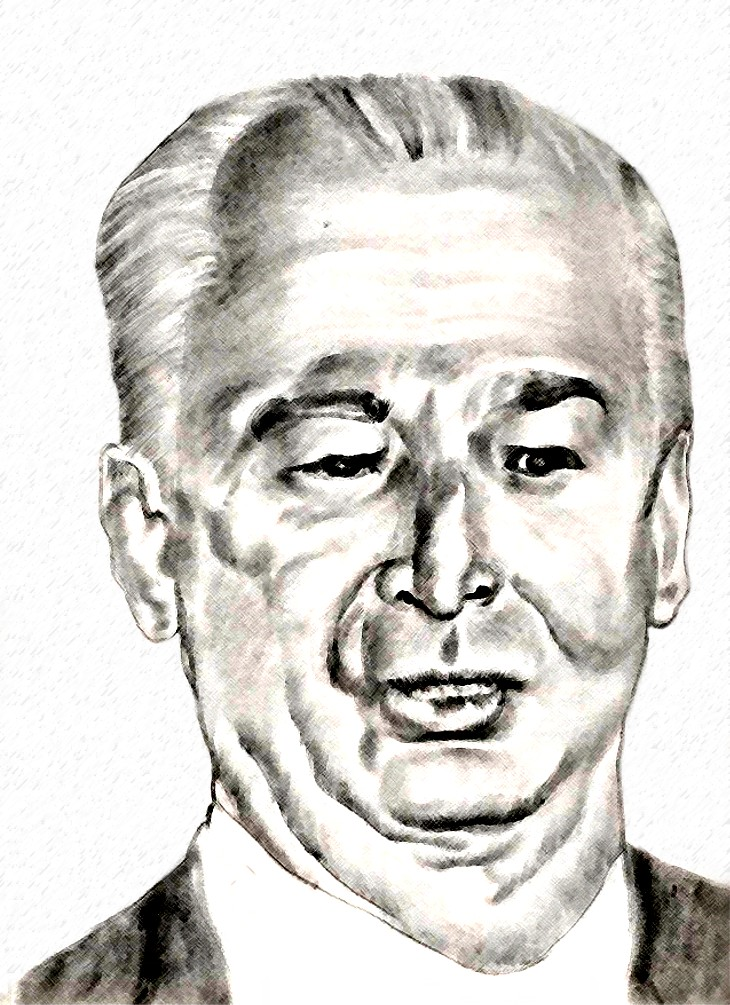
José Azcona del Hoyo 1986-1990
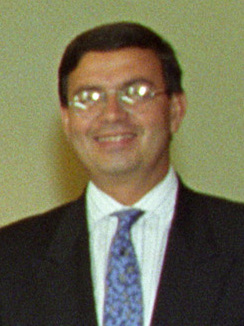
Rafael Leonardo Callejas 1990-1994
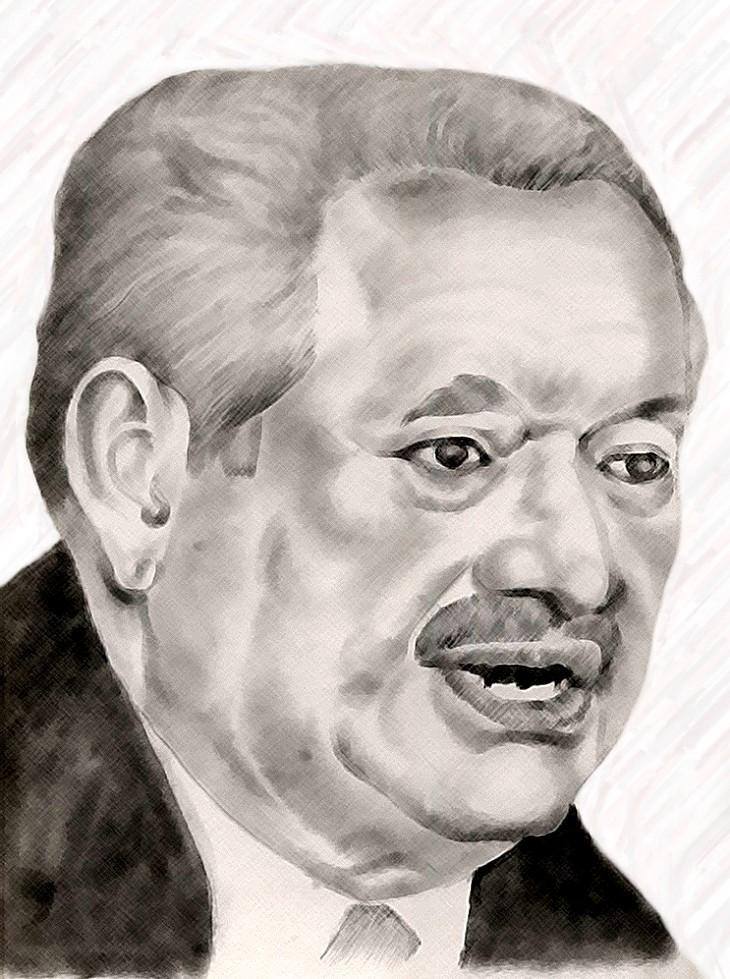
Carlos Roberto Reina 1994-1998

## Années 2000

### Présidence Ricardo Maduro (2002-2006)
Le Honduras renoue les liens diplomatiques avec Cuba en 2002 (ils avaient été suspendus après la révolution cubaine). En 2003, un petit contingent militaire participe à l'occupation de l'Irak.
Sa présidence a été marquée par une augmentation des assassinats inexpliqués. Les statistiques gouvernementales font état de meurtres aux « circonstances inconnues » et de « disparitions », imputés par des organisations non gouvernementales à des escadrons de la mort dont les liens avec le pouvoir politique hondurien restent incertains.

### Présidence Manuel Zelaya (2006-2009)
Le 27 novembre 2005, Manuel Zelaya, soutenu par le Parti libéral du Honduras (PLH), est élu président avec 49,9 % des suffrages, devançant Porfirio Lobo, soutenu par le Parti national du Honduras. Il entre en fonction le 27 janvier 2006. À la mi-2007, Manuel Zelaya assiste à la célébration du triomphe de la Révolution Sandiniste au Nicaragua avec le président nicaraguayen Daniel Ortega et le président de la république bolivarienne du Venezuela, Hugo Chávez Frias.
Il augmente le salaire minimum, qui passe de 126 euros à 202 euros. À travers un appel d’offres, le gouvernement remet en cause le monopole qu’exercent quelques compagnies sur la vente et la distribution des combustibles. En réaction, selon Rafael Murillo Selva, « Les transnationales ont déclaré que, “avec cette licitation, les règles du jeu avaient été modifiées”. Une alliance formée par un secteur du patronat hondurien, la Cour suprême de justice et l’ambassadeur des États-Unis, M. Charles Ford, a réussi en partie à ce que cette initiative, qui respectait les règles du libre marché, n’atteigne pas ses objectifs. »
En matière de santé, le gouvernement hondurien signe avec le gouvernement cubain un accord portant sur la fourniture de médicaments génériques à très bas coût. Les entreprises honduriennes importatrices et les multinationales du secteur rejoignent l'opposition. Les médias s'associent à la lutte contre le gouvernement, les journaux El Heraldo et La Prensa appartenant au même propriétaire que les Laboratorios Finlay.
Ceci brouille l'image de Zelaya, libéral et fils de propriétaire terrien. Les premières critiques à son encontre débutent dans son pays, puis ultérieurement à l'étranger et au niveau international. Manuel Zelaya cherche de nouveaux accords de coopération avec le Venezuela et désire s'allier ou intégrer l'Alliance bolivarienne pour les Amériques (ALBA) fondée sous l'impulsion d'Hugo Chávez et de Fidel Castro. Malgré des critiques de plusieurs membres de son propre parti libéral et du parti national adverse, la signature de l'adhésion du Honduras à l'ALBA a lieu à Tegucigalpa le 25 août 2008, en présence des présidents Hugo Chávez du Venezuela, Evo Morales de Bolivie et Daniel Ortega du Nicaragua, ainsi que du vice-président Carlos Lage de Cuba. Cette adhésion est ratifiée par le congrès hondurien le 9 octobre suivant.

#### Coup d'État du 28 juin 2009
Le dimanche 28 juin 2009 à l’aube, le président du Honduras, Manuel Zelaya, est arrêté et expulsé.
Ce jour, une consultation devait se tenir. La mise en place de celle-ci avait provoqué une crise institutionnelle dans laquelle le président s'opposait à la Cour suprême et au Congrès. Le matin de la consultation, l'armée intervient et arrête Zelaya à son domicile.
Le coup d'État de 2009 au Honduras se heurte d'emblée à une large opposition internationale : condamné par les membres de l'ALBA, il l'est aussi par l'OEA, l'Union européenne, l'Argentine, la Colombie, la Grande-Bretagne etc. Quant au président américain Barack Obama, il a demandé le strict respect des normes démocratiques au Honduras.
Le Parlement désigne un nouveau gouvernement, dirigé par Roberto Micheletti (PL), qui déclare le couvre-feu puis l'état d'urgence.
Le budget militaire hondurien a été multiplié par trois depuis le coup d’État de 2009. Les États-Unis apportent aussi une aide militaire à l’État hondurien et utilisent des bases militaires dans le pays comme plate-forme de lancement pour des interventions dans la région

### Présidence Porfirio Lobo Sosa (2010-2014)
Les élections générales de fin 2009 sont remportées par le candidat du Parti national (droite), Porfirio Lobo (1947-).
Les années de pouvoir de Porfirio Lobo sont fortement marquées par des scandales de corruption affectant son administration. Le plus notable étant celui de l'Institut hondurien de la sécurité sociale, dont le directeur, nommé par le gouvernement, avait détourné des sommes représentant l'équivalent de plus d'un an de budget de l'Institut en collaboration avec les vice-ministres de la Santé et du Travail.

### Présidence Juan Orlando Hernández (2014-2021)
À la suite d'une requête du Parti national, la Cour suprême supprime, le 23 avril 2015, les articles de la Constitution et du code pénal interdisant au président d'exercer un second mandat consécutif. Ces articles avaient pourtant été invoqués par le Parti national pour justifier la destitution du président Manuel Zelaya, accusé d'avoir envisagé de les supprimer. Juan Orlando Hernández devient le premier président sortant de l'histoire du Honduras à se représenter à sa propre réélection.
Devant les appels à manifester de l'opposition, Juan Orlando Hernández déclare l'état d'urgence. Une trentaine de manifestants sont tués et plus de 800 arrêtés. D'après l'ONU et la Commission interaméricaine des droits de l'homme, « beaucoup d'entre eux ont été transférés dans des installations militaires, où ils ont été brutalement battus, insultés et parfois torturés ». Les résultats de l'élection présidentielle le donnent en tête du scrutin avec 43 % des voix, mais l'élection est notamment contestée par Salvador Nasralla (41,4 %), candidat d'une coalition de gauche, qui dénonce des fraudes et un parti pris du Tribunal suprême électoral en faveur du président sortant.
Depuis 2018, le pays connait une crise migratoire avec la formation d'une caravane de migrants allant vers les États-Unis. Un exode au dénouement incertain, vers un pays où il leur faudra faire un choix difficile : vivre dans la clandestinité ou commencer un processus de demande d’asile qui n’a qu’une faible chance d’aboutir. En octobre 2018, les États-Unis annoncent réduire l'aide économique accordée au Honduras, lui reprochant de ne pas suffisamment agir contre l'émigration. La décision pourrait avoir de lourdes conséquences pour le Honduras : « Le pays, qui exporte très peu, ne sera pas en mesure de défendre sa souveraineté politique et économique » selon le journal Le Monde

### Présidence Xiomara Castro (2022-présent)
Le 28 novembre 2021, l'épouse de Manuel Zelaya remporte l'élection présidentielle pour les forces de gauche avec 53% des suffrages.

### Galerie présidentielle
Présidence

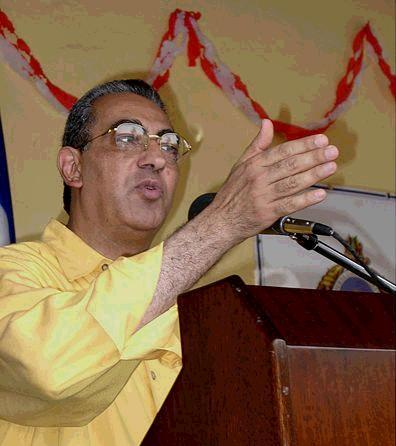
Carlos Roberto Flores Facussé 1998-2002
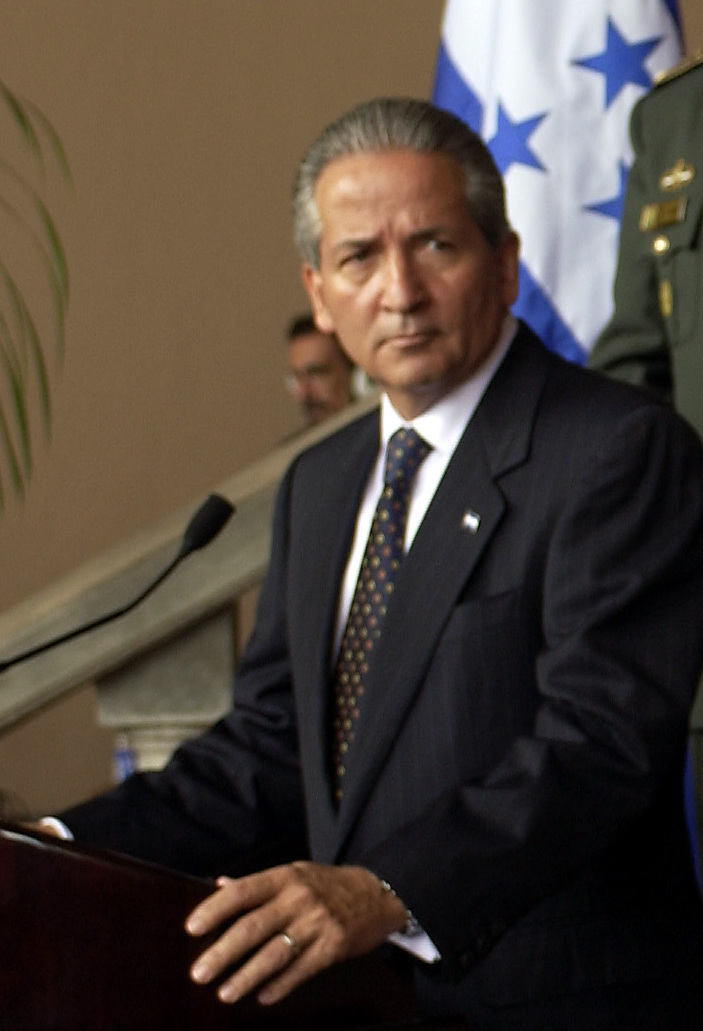
Ricardo Maduro 2002-2006
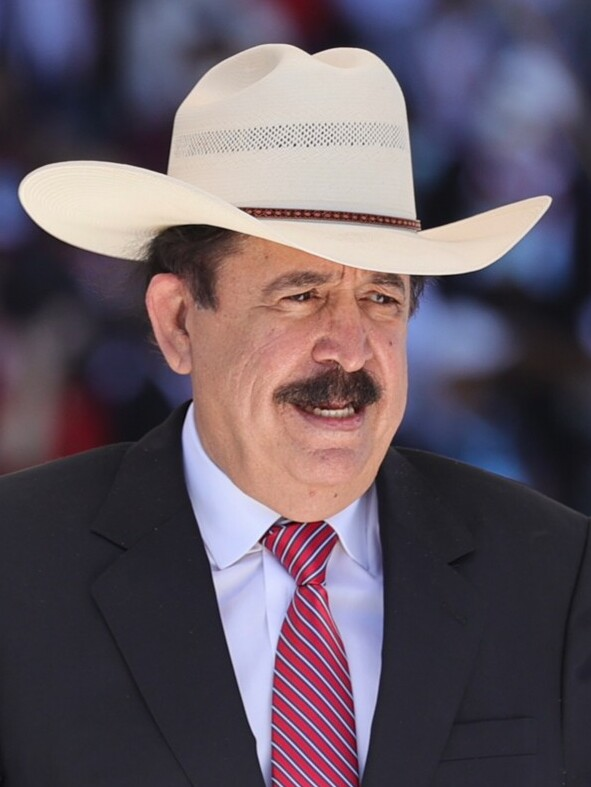
Manuel Zelaya 2006-2010
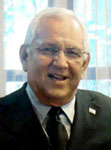
Roberto Micheletti 2009-2010
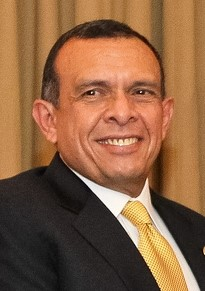
Porfirio Lobo 2010-2014
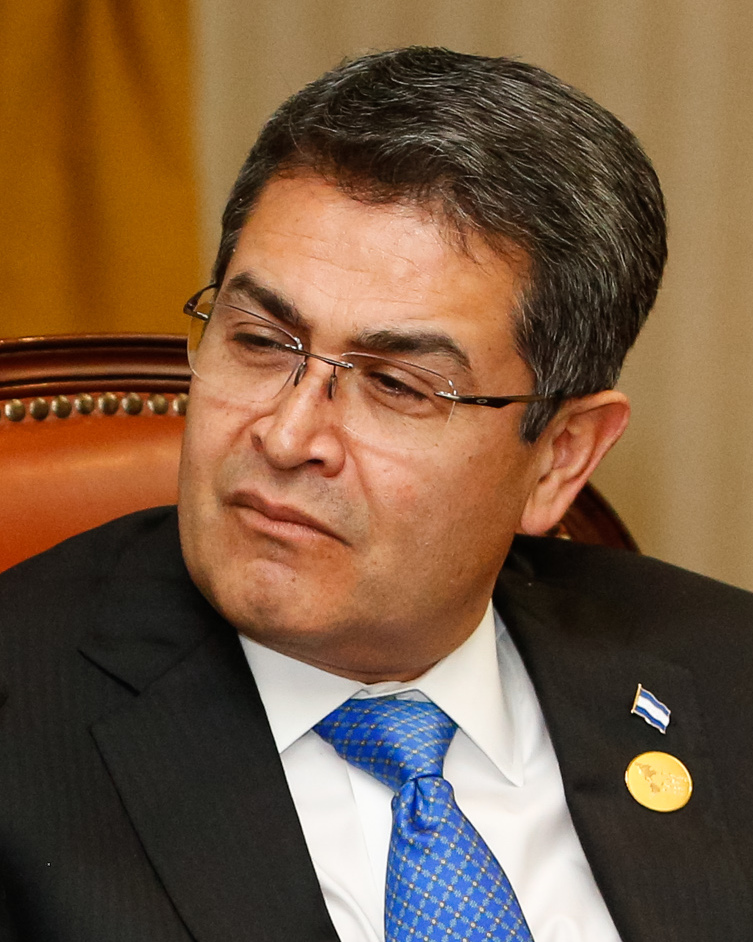
Juan Orlando Hernández 2014-2022
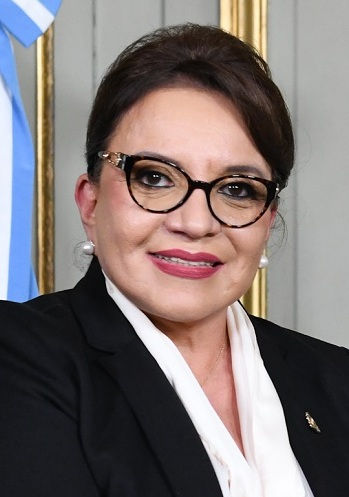
Xiomara Castro 2022-présent